# Клизиште
Клизиште (енгл. Landslide, фр. Glissement de terrain, рус. Оползень) је термин за стеновиту или растреситу стенску масу одвојену од подлоге која под утицајем гравитације клизи низ падину. Клижење не мора да се креће по јасно дефинисаној површини (клизна површина) и тада се средина по којој се одвија кретање тела клизишта назива клизна зона. Клизиште је један од геоморфолошких облика колувијалног процеса и геодинамички процес у инжењерској геологији.
Клижење се може одвијати веома различитим брзинама, од најспоријих када се кретање тла не примећује, до веома брзог када је могућ настанак великих штета и могу бити угрожени животи људи.
У старијој литератури на српском језику за клизиште се често користио и израз „урвина“, која се у суштини односи на појаву одрона, а не клизишта. 

## Генеза
Клизишта су одраз неравнотеже (нестабилности) у тлу. Као што свако тело тежи да из стања лабилне равнотеже пређе у стање стабилне равнотеже, тако и клизиште клижењем наниже тежи да заузме равнотежни положај односно да пређе у стање стабилне равнотеже. Услови за настанак и развој клизишта су:
- геолошки (повољан литолошки састав, слојевитост, степен литификације, пукотине);
- геоморфолошки (нагиб падине, дужина површине клизања);
- хидрогеолошки (ниво и режим подземних вода);
- климатски и метеоролошки (количина падавина, нагло топљење снега);
- вегетациони;
- антропогени утицаји (засецање ножице падине при грађевинским радовима, натапање земљишта отпадним водама, насипање материјала на падинама, сеча шума);
- други утицаји (земљотрес, подлокавање ножице клизишта, утицај промене нивоа акумулације, вибрације услед саобраћаја и др).

## Елементи клизишта
Елементи клизишта су: 
- Ожиљци - маркантна скоковита обележја:
  - Чеони,
  - Бочни,
  - Секундарни;
- Клизна површина - површина по којој се одвија кретање тела клизишта;
- Тело - покренути материјал;
- Увала - удубљење при врху клизишта;
- Трбух (истрбушење) - брежуљкасте појаве на телу клизишта;
- Ножица - најнижи део;
- Пукотине - обично тензионе, при врху клизишта.

Клизиште може имати све елементе јасно дефинисане и као такве препознатљиве на терену или неки од елемената могу бити непотпуно изражени и/или делом замаскирани (нпр. преоравањем њива). Само тело клизишта одликује се разним микрорељефним облицима и појавама као што су: испупчења и овалне депресије често испуњене водом, таласи, терасаста заравњења, пукотине издизања, смицања (степеничаста) улегања и др.

## Типови клизишта
Различита природа и изузетна сложеност процеса, те разноврсни облици кретања и велики број других чинилаца који утичу на настанак и механизам клизишта условили су настанак великог броја класификација и подела. 
1. Подела према дубини клизне површине - Према дубини клизне површине клизишта се деле на:
  1. површинска (<1)
  2. плитка (1-5m)
  3. дубока (5-20m)
  4. врло дубока (>20)
2. Подела према количини покренуте масе - Према количини покренуте (клизеће) масе клизишта се деле на:
  1. мала (до неколико хиљада 3)
  2. средња (до неколико десетина хиљада 3)
  3. велика (до неколико стотина хиљада 3)
  4. врло велика (до неколико милиона m3)
3. Подела према месту настанка на падини - Према месту и узроку настанка клизишта се деле на:
  1. делапсивна - клизиште настаје у ножици падине услед подсецања и развија се (навише) уз падину
  2. детрузивна - клизиште настаје у вишим деловима падине, врши притисак на ниже слојеве оптерећујући их и развија се наниже
4. Подела према времену настанка - Према времену настанка клизишта се деле на:
  1. примарна - на теренима који нису раније били захваћени клизиштима
  2. секундарна - у оквиру терена који је раније био захваћен клизањем.
5. Подела према структури и саставу падине - Према структури и саставу падине клизишта се деле на:
  1. асеквентна - у једнородним и неслојевитим стенама
  2. консеквентна - појава клизања је предиспонирана нагибом слојева или система пукотина према нагибу падине
  3. инсеквентна - клизна раван пресеца слојеве различитог састава без обзира на предиспонираност у склопу терена.
6. Подела према структури и величини - Према структури и величини клизишта могу бити:
  1. клизишта смеше чврстих стена
  2. клизајући блокови
  3. клизни потоци
  4. површинска течења мале дубине под утицајем падавина и подземних вода
  5. површинско течење мале дубине под утицајем само атмосферских падавина
  6. мања откидања по захвату и дубини - благо заталасане површине падина
7. Подела према механизму
  1. клизање
  2. течење
  3. сложено кретање
8. Подела према облику клизне површине, рељефу и начину кретања - Према облику клизне површине, рељефу и начину кретања постоје следећи типови клизишта:
  1. Слојна
  2. Вишеслојна
  3. Ротациона
  4. Степеничаста (каскадна)
  5. Блоковска
  6. Поточаста
9. По месту појављивања
  1. надводна
  2. подводна клизишта